# Herb gminy Rutki
Herb gminy Rutki – jeden z symboli gminy Rutki, autorstwa Roberta Szydlika, ustanowiony 20 grudnia 2013.

## Wygląd i symbolika
Herb przedstawia na tarczy w polu czerwonym dzwonnicę bramną srebrną z trzema dzwonami złotymi. 
Tereny, które znajdują się w granicach współczesnej Gminy Rutki od późnego średniowiecza stanowiły obszar kolonizacji mazowieckiej na pograniczu Księstwa Mazowieckiego i Wielkiego Księstwa Litewskiego. Na przestrzeni kolejnych stuleci przeważająca większość ziemi pozostawała w rękach drobnej i średniozamożne szlachty. Brać herbowa obsiadła liczne zaścianki i na terenie dzisiejszej gminy Rutki wskazać można co najmniej kilka rodów znacznych i kilkanaście wyróżniających się, które zamieszkiwały tutejsze okolice szlacheckie (Rutki-, Kossaki-, Zambrzyce-, Kalinówka-, Jawory-). Rzecz jasna, dzisiejsze granice administracyjne dzielą te historyczne okolice szlacheckie, których różne części (wsie i przysiółki) przynależą dziś do różnych gmin. Warto wspomnieć, że pod koniec XIX wieku włościanie zamieszkiwali tylko w 5 z 37 wsi należących do ówczesnej gminy Kossaki (dzisiejsza gmina Rutki obejmuje mniejszy obszar, ponieważ w 1925 roku wydzielono z niej gminę Kołaki Kościelne). W tej tutejszych rodów szlacheckich trudno jednoznacznie wskazać taki, który przyćmiłby pozostałe i dawał obecnie podstawy ku temu, by jedną tylko rodzinę i jedne godło ziemskie umieścić w herbie Gminy Rutki. Pretendować do tej roli mogliby założyciele Rutek i ich potomkowie – Rutkowscy h. Pobóg, założyciel miasteczka Rutki – Stanisław Opacki h. Prus III, wyróżniająca się majętnością i licznymi zasługami na przestrzeni wieków XVI – XIX rodzina Mężyńskich h. Kościesza, czy też ród z zajmującej większą część gminy okolicy szlacheckiej Kossaki – Kossakowscy h. Ślepowron.
W związku z tym, a także faktem, że Rutki przez około cztery dekady były miastem (od 1760 r.) władze Gminy, po konsultacji projektanta herbu z Komisją Heraldyczną, zdecydowały o umieszczeniu w herbie najokazalszego zabytku architektury i najbardziej charakterystycznego obiektu na terenie gminy, usytuowanej u zbiegu głównych traktów w gminnej wsi Rutki-Kossaki - dzwonnicy bramnej stanowiącej wejście do miejscowego kościoła św. Anny.